# Novosilka, Izeaslav
Novosilka (în ucraineană Новосілка) este un sat în comuna Dertka din raionul Izeaslav, regiunea Hmelnîțkîi, Ucraina.

## Demografie
Componența lingvistică a localității Novosilka
     Ucraineană (100%)
Conform recensământului din 2001, toată populația localității Novosilka era vorbitoare de ucraineană (100%).